# Könige der Ovambo
Die Könige des Ovambo sind die traditionellen Führer (englisch Traditional Leaders) des Volksstamm der Ovambo in Namibia und tragen bis heute eine gesellschaftliche und auch politische Rolle im Norden des Landes.

## Rechtliche Grundlage
Gemäß der Verfassung Namibias von 1990 werden den traditionellen Führern, Stammes- und Sippenhäuptern, als auch traditionell ermittelten oder demokratisch gewählten Führern, ein fester Platz im politischen System Namibias eingeräumt. Damit wird der multikulturellen und vielschichtigen Gesellschaft des Landes Rechnung getragen.
Die Verfassung sieht für die traditionellen Führer den Titel Chief (deutsch Chef) und Senior Headman (Ältester Führer) vor. Die traditionelle Bezeichnung als König kann getragen werden.

## Ombadja
Die Ombadja sind ein Clan der Ovambo in Namibia. Der traditionelle Titel lautet Elenga enene. Sitz des Königs ist Okalongo. Sie sind erst seit 2004 als traditionelle Verwaltung anerkannt und waren bis dahin Teil der Oukwanyama.
- Kaunashoto Matias Walaula; seit 2004

## Ombalantu
Die Ombalantu sind ein Clan der Ovambo in Namibia. Der traditionelle Titel lautet Elenga. Sitz des Königs ist die Stadt Outapi.
- Oswin Shifiona Mukulu; seit 1983

Am 30. Juli 2011 sollte Michael Shapumba Nauta zum König gekrönt werden. Dieses wurde jedoch am gleichen Tag gerichtlich untersagt, da Nauta keine rechtliche Grundlage hat sich zum König ausrufen zu lassen und Mukulu der einzig rechtmäßige Vertreter der Ombalantu ist.

## Ondonga
Die Ondonga sind ein Clan der Ovambo in Namibia. Der traditionelle Titel lautet Omukwaniilwa (selten auch als Ohamba bezeichnet). Sitz des Königs ist der jeweilige Homestead des Königs, seit April 2019 Onambango unweit von Ondangwa. Ende Februar 2020 wurde angekündigt, dass Onambango für alle zukünftigen Könige einen Palast erhalten solle.
Der Thronfolger ist gemäß der Ondonga-Tradition stets der nächstälteste Bruder des Königs und in Abwesenheit eines solchen der älteste Neffe, d. h. der älteste Sohn der Schwester. Der königliche Status des Vaters ist nicht vererbbar. Ausschlaggebend ist die mütterliche Linie. Die Söhne des Königs nehmen keinen Platz in der Thronfolge ein.

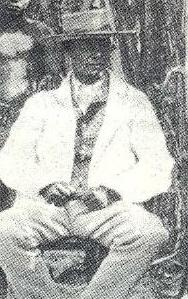
Kambonde kaMpingana
Nehale lyaMpingana

- Nembulungo lyNgwedha; 1650–1690
- Shindongo shaNamutenya gwa Nguti; 1690–1700
- Nangombe yaMvula; 1700–1750
- Nembungu lyAmutundu, † etwa 1820; 1750-etwa 1820
- Nangolo dAmutenya, * 1790 † 1857; etwa 1820–1857
- Shipanga shAmukwiita, † 1862; 1857–1859
- Shikongo sha Kalulu, † 1874; 1859–1874
- Kambonde kaNankwaya I., † 1883; 1874–1883
- Iitana yaNekwiyu, † 1884; 1883–1884
- Kambonde kaMpingana, * etwa 1865 † 1909; 1884–1909 (nur West-Ondonga)
- Nehale lyaMpingana, † 1908; 1884–1908 (nur Ost-Ondonga)
- Kambonde kaNgula III., † 1912; 1909–1912
- Martin Nambala yaKadhikwa, † 1941; 1912–1941
- Kambonde kaNamene IV., † 1960; 1942–1960
- Martin Ambala Ashikoto; 1960–1967
- Paulus Elifas, * 1920 † 1970; 1967–1970
- Filemon Elifas (Filemon yElifas lyaShindondola), * 1932 † 1975; 1972–1975
- Immanuel Kauluma Elifas, * 1934 † 2019; 1975–2019
- Fillemon Shuumbwa Nangolo; seit 14. April 2019[5]

## Ongandjera
Die Ongandjera sind Clan der Ovambo in Namibia. Der traditionelle Titel lautet Omukwaniilwa. Sitz des Königs ist Ongandjera/Okahao.
- Niilwa; vor 1858
- Nangombe ya Mangundu; vor 1858
- Amatundu ga Nima; vor 1858
- Niita yIitula; vor 1858
- Nandigolo uIitula; vor 1858
- Nuunyango uIitula; vor 1858
- Nkandi kAmwaama; vor 1858
- Nangombe; vor 1858
- Namatsi; vor 1858
- Amunyela gwIileka; vor 1858
- Asino; vor 1858
- Amwaama; vor 1858
- Tshaanika tsha Tshiimi; vor 1858
- Namatsi; vor 1858
- Nalukale; vor 1858
- Namutenya; bis 1858
- Amunyela gwa Tshaningwa, † 1862; 1858–1862
- Ekandjo lya Kadhila; 1862
- Nakashwa[6]; 1862
- Tsheya tsUutshona, † 1878; 1862–1878
- Iiyambo yIileka, † 1887; 1878–1887
- Tshaanika Tsha Natshilongo, † 1930; 1887–1930
- Sheya shaAmukwa, † 1936; 1930–1936
- Tshaanika shIipinge, † 1938; 1936–1948
- Jafet Malenga Munkundi, † 26. Juli 2012; 1971–2012
- Johannes Jafet; seit 2012

## Uukolonkadhi
Die Uukolonkadhi sind ein Clan der Ovambo in Namibia. Der traditionelle Titel lautet Elenga. Sitz des Königs ist Onesi.
- Daniel Shooya; seit dem 27. Juni 1985

## Uukwaluudhi
Die Uukwaluudhi sind ein Clan der Ovambo in Namibia. Der traditionelle Titel lautet Omukwaniilwa. Sitz des Königs ist Tsandi.
- Amukwa yAmunyela; vor 1850
- Nakakwiila; vor 1850
- Kamongwa; vor 1850
- Natshilongo shIikombo; vor 1850
- Shikwa shAmupindi; vor 1850
- Niilenge ya Shipula; vor 1850
- Uushona uEndjila; vor 1850–etwa 1850
- Shikongo shIipinge, † 1902; etwa 1850–1902
- Niilenga yAmukwa, † 1908; 1902–1908
- Iita ya Nalitoke, † 1909; 1908–1909
- Mwaala gwa Nashilongo, † 1959; 1909–1959
- Josia Shikongo Taapopi; seit 1959

## Uukwambi
Die Uukwambi sind ein Clan der Ovambo in Namibia. Der traditionelle Titel lautet Elenga enene. Sitz des Königs ist Elim.
- Nakwedhi; vor 1750
- Nuyoma wAmutako; vor 1750
- Neyema; vor 1750
- Niigogo ya Natsheya; vor 1750
- Mbulungundju; vor 1750
- Nakano (König); vor 1750
- Mukwambi, † 1750; vor 1750–1750
- Nakantu kaNakwedhi; 1750–1780
- Nuukata waTshiinga; 1780–1800
- Iilonga yaNyango; 1800–?
- Tshikesho; vor 1860
- Tshikongo; 1860
- Nuyoma wIipumbu; 1860–1862
- Iipumbu ya Nangaku; 1862–1863
- Tshikesho tshEelu, † 1863; 1863
- Nuyoma; 1863–1875
- Negumbo lya Kandenge, † 1907; 1875–1907
- Iipumbu Ya Tshilongo, * 1875, † 1959; 1907–1932
- Herman Iipumbu; seit 1991

## Uukwanyama
Die Uukwanyama, auch Oukwanyama sind ein Clan der Ovambo in Namibia. Der traditionelle Titel lautet Ohamba. Sitz des Königs ist Ohangwena.
- Kambungu kaMuheya; um 1550
- Mushindi uaKanene; um 1550
- Kavonga kaHaidongo; um 1600
- Heita yMuvale; um 1650
- Hautolonde uaNdja; um 1650
- Shimbilinga shaNailambi, † etwa 1799; –etwa 1799
- Haihambo yaMukwanuli; etwa 1799–1807
- Hamangulu yaNahambo, † 1811; 1807–1811
- Haimbili yaHaufiku, † 1858; 1811–1858
- Haikukutu yaShinangola, † 1859; 1858–1859
- Sefeni shaMukuyu, † 1862; 1859–1862
- Mweshipandeka sha Shaningika, † 1882; 1862–1882
- Namadi ya Mweihanyeka, † 1884; 1882–1884
- Ueyulu ya Hedimbi, † 1904; 1884–1904
- Nande, † 1911; 1904–1911
- Mandume yaNdemufayo, * etwa 1894 † 1917; 1911–1917
- Cornelius Mwetupunga Shelungu, * 1928 † 2005; 1998–2005
- Martha Kristian (Martha Mwadinomho waKristian yaNelumbu bzw. Meekulu Mwadinomho); seit 2005